# Alikī Vougiouklakī
Alikī Vougiouklakī (in greco Αλίκη Βουγιουκλάκη?; Amarousio, 20 luglio 1934 – Atene, 23 luglio 1996) è stata un'attrice greca.

## Biografia
Biondissima, estroversa, vivace, vocina da bambola, con una femminilità sempre celata dalla casta innocenza della sua perenne adolescenza, 
si può ben dire che Alikī Vougiouklakī sia stata l'equivalente greca di Brigitte Bardot della quale, peraltro, era coetanea.
Dopo gli studi di recitazione Alikī inizia la sua carriera pubblica in ambito teatrale, ma grazie alla sua personalità duttile e caparbia riesce facilmente ad alternare ruoli della commedia classica e drammatica con spettacoli musicali leggeri e brillanti del tipo Broadway che la introducono nell'ambiente cinematografico.
Con un ruolo nel film Το κορίτσι με τα λουλούδια, To koritsi me ta louloudia, La ragazza con i fiori, primo di una serie di 42 film,  nel 1954 riesce così ad entrare nel mondo del cinema greco evidenziando con naturalità sul set il suo vero carattere allegro e disinibito.
La sua scatenata simpatia e la sua ribelle voglia di vivere si scontrano con le rigide regole sociali ancora presenti nella perbenista borghesia greca, destinate comunque a dissolversi presto a causa del progresso che si diffonde nel dopoguerra, anche in Grecia.
È questo il momento in cui nell'alta società internazionale si impongono figure di personaggi del calibro degli armatori greci Onassis e Livanos e l'intera Grecia vuole dimenticare la guerra e vivere nel sogno del cambiamento, del benessere economico e della felicità.
Il sogno è materializzato da Alikī Vougiouklakī che diventa la protagonista di numerosi film divertenti e leggeri di carattere favolistico, disimpegnati e simili ai musicarelli tanto di moda negli stessi anni anche in Italia, dove l'intento esplicito è quello dare risalto ad un determinato personaggio dello spettacolo lanciando motivetti facilmente orecchiabili.
Ogni suo film di quel periodo propone una colonna sonora che vuole palesemente avvicinarsi verso il genere pop occidentale determinando un chiaro distacco dalle tradizionali sonorità greche, storicamente influenzate da ritmi orientaleggianti.
Bella, gentile, sbarazzina ma rispettosa dei valori, Alikī personifica la ragazza che qualsiasi greco di ogni ceto e di ogni età vorrebbe avere come figlia, fidanzata, sorella, zia, mentre il suo desiderio di libertà ed emancipazione piace anche alle proto-femministe.
Queste qualità la fanno amare da tutto il pubblico greco tanto da diventare un fenomeno di massa meritandosi l'appellativo di stella nazionale della Grecia.
Molti ammiratori sperano perfino di vederla un giorno regina di Grecia, quando i giornali di gossip elencano tra i suoi corteggiatori Costantino, l'allora principe ereditario destinato alla successione al trono, conosciuto anche per i suoi successi di sportivo e play boy.
Sicuramente l'apice della sua notorietà in Grecia è raggiunto nel 1961 con il film Η Αλίκη στο ναυτικό, Aliki sto naftikò, Aliki va in marina, una sorta di autobiografia caratteriale dell'attrice stessa, dove la protagonista recita con il suo vero nome proprio: Alikī si imbarca su una nave della marina militare del gaudente Regno di Grecia (ormai per poco), con tutte le situazioni comiche che possono verificarsi a bordo di una nave di soli uomini per la presenza clandestina, seppur camuffata nella divisa da marinaio, di una bella ma maldestra ragazza bionda e svampita; film talmente autocelebrativo al punto che Alikī sposa due volte lo stesso uomo, sia nella finzione scenica, sia nella vita reale dove sposa Dimitris Papamichael, suo collega e attore coo-protagonista maschile.
Nel 1963 viene prodotto il film Aliki my love, Alice amor mio, l'unico girato in lingua inglese anziché in greco, nel tentativo di espandere la notorietà di Alikī Vougiouklakī anche all'estero e darle una fama internazionale.
Quelli, però, sono gli anni in cui in Inghilterra sta per esplodere una ben più importante rivoluzione artistica e di costume generale e questo genere di film non attrae l'attenzione e il successo sperati, relegando definitivamente la fama di Alikī Vougiouklakī in ambito localistico.
Ancora, nel 1963 viene girato il film Χτυποκάρδια στο θρανίο, Chtipokardia sto thranio, Batticuore alla cattedra o Sıralardaki Heyecanlar, Durante le emozioni,  in una doppia versione, vista l'attiguità culturale, in lingua greca e in lingua turca, ma a causa della perenne ostilità tra i due Paesi, la distribuzione del film nelle sale cinematografiche in Turchia viene ostacolata.
Con la presa di potere nel 1967 della Giunta dei Colonnelli, improvvisamente il genere spensierato diventa inattuale in Grecia e Alikī Vougiouklakī prosegue la sua carriera cinematografica con film più seri e impegnati per poi ritornare a spettacoli teatrali, sua attività iniziale.
Il lieto fine come nelle favole dei suoi film non è altrettanto garantito nella vita reale: dopo un matrimonio burrascoso, una malattia porta Alikī Vougiouklakī ad una fine prematura.

## Filmografia

### Cinema
- To pontikaki, regia di Giorgos Asimakopoulos e Nikos Tsiforos (1954)

- O agapitikos tis voskopoulas, regia di Dimis Dadiras (1955)

- To koritsi me ta paramythia, regia di Andreas Labrinos (1957)

- Maria Pentagiotissa, regia di Kostas Andritsos (1957)

- Diakopes stin Aigina, regia di Andreas Labrinos (1958)

- Haroumenoi alites, regia di Dimis Dadiras (1958)

- Erotas stous ammolofous, regia di Kostas Manoussakis (1958)

- O Mimikos kai i Mary, regia di Grigoris Grigoriou (1958)

- I mousitsa, regia di Giannis Dalianidis (1959)

- Astero, regia di Dinos Dimopoulos (1959)

- Erotikes istories, regia di Sokrates Kapsaskis (1959)

- To xylo vgike apo ton Paradeiso, regia di Alekos Sakellarios (1959)

- To Klotsoskoufi, regia di Dinos Dimopoulos (1960)

- I zavoliara, regia di Marios Adamis (1960)

- Madalena, regia di Dinos Dimopoulos (1960)
- I Aliki sto Naftiko, regia di Alekos Sakellarios (1961)

- I Liza kai i alli, regia di Dinos Dimopoulos (1961)

- Taxidi, regia di Dinos Dimopoulos (1962)

- I pseftra, regia di Giannis Dalianidis (1963)

- Aliki My Love, regia di Rudolph Maté (1963)

- Htypokardia sto thranio, regia di Alekos Sakellarios (1963)

- Siralardaki heyecanlar, regia di Alekos Sakellarios (1963)
- I soferina, regia di Alekos Sakellarios (1964)

- To doloma, regia di Alekos Sakellarios (1964)

- Moderna Stahtopouta, regia di Alekos Sakellarios (1965)

- Peraste tin proti tou minos, regia di Sokrates Kapsaskis (1965) - non accreditato
- Diplopennies, regia di Giorgos Skalenakis (1966)

- I kori mou, i sosialistria, regia di Alekos Sakellarios (1966)

- Ah! Afti i gynaika mou, regia di Giorgos Skalenakis (1967)

- To pio labro asteri, regia di Kostas Karagiannis (1967)

- To koritsi tou louna park, regia di Kostas Karagiannis (1968)

- I arhontisa ki o alitis, regia di Dinos Dimopoulos (1968)

- I agapi mas, regia di Kostas Karagiannis (1968)

- I daskala me ta xantha mallia, regia di Dinos Dimopoulos (1969)

- I neraida kai to palikari, regia di Dinos Dimopoulos (1969)

- Ena asteio koritsi, regia di Takis Vougiouklakis (1970)

- Ypolohagos Natassa, regia di Nikos Foskolos (1970)

- S' agapo, regia di Takis Vougiouklakis (1971)

- I kori tou iliou, regia di Dinos Dimopoulos (1971)

- I Aliki diktator, regia di Takis Vougiouklakis (1972)

- I Maria tis siopis, regia di Giannis Dalianidis (1973)

- Poniro thilyko... katergara gynaika!, regia di Kostas Karagiannis (1980)

- Kataskopos Nelli, regia di Takis Vougiouklakis (1981)

- I kyria de me mellei, regia di Kostas Tsianos e Stavros Zervakis (1992)